# Чумакино
Чума́кино — село в Инзенском районе Ульяновской области. Входит в состав Коржевского сельского поселения.

## Расположение
Находится в 47 км севернее райцентра Инза. Соединено грунтовой дорогой с центром поселения (6 км) и селом Малое Шуватово. Расположено в долине реки Суры, где много пойменных озёр.

## История
Точной даты основания села неизвестно. В названии села фамильная основа.
Первое упоминание 1614 года встречается в писцовых книгах за 1621—1626 годах, как Чемакина в Керзяцком беляке, Верхосурском стане, Алатырского уезда. «В 1614 г. земельные угодья вместе с выставками составляли 160 чет. пашни в живущем и 110 чет. в пусте. В 1621—26 г.г. общее с выставками: Комаркой, Старыми Кожерками (Коржевка), Чендаевой (ныне Челдаево), Палатовой-Резоватовой (ныне Палатово), Арыковой и Починком Вельмисевым значилось пашни паханной 325 чет., перелога 300 чет., дикого поля 400 чет.».
В 1624 году 7 дворов были выселены на другое место, где вместе с выселенцами из Кожарок (ныне Коржевка) основали деревню Челдаева (Челдаево).
В 1780 году, при создании Симбирского наместничества, село Чумайкино, при ключе Куроедове, вошло в состав Карсунский уезд.
В 1831 году прихожанами был построен каменный Храм во имя Святителя и Чудотворца Николая.
С 1918 года в селе был создан сельсовет, который вошёл в состав Коржевской волости.
В 1930 году был создан колхоз «Активист», в 1950 году — колхозы: «Красный Яр» (с. Коржевка), «13-й год РККА» (с. Челдаево), «Активист» (с. Чумакино) объединены в колхоз имени Жданова (Коржевка).
В 1931 году в селе был организован народный хор под руководством Ф. А. Дементьева, концерты которого транслировались по Всесоюзному радио и были записаны на грампластинки.
В 1996 году население составило 550 человек. Работали школа, дом культуры, библиотека, медпункт.
В 2005 году село вошло в состав Коржевского сельского поселения (Ульяновская область).

## Население
| Года | Численность | Примечания |
| ---- | ----------- | --- |
| 1614 | 11          | «в деревне считалось 7 тяглых дворов» |
| 1780 | 269         | Пахотных солдат. Ревизских душ. |
| 1859 | 917         | Артемьев А. И. Списки населенных мҌстъ / Симбирская Губернія. — Санкт Петербургъ: изданъ Центральнымъ статистическимъ комитетомъ министерства внутреннихъ дҌлъ, 1862. |
| 1897 | 1333        | |
| 1900 | 1400        | Церк.- приход. попечительство существует с 1879 г. Земская школа открыта в 1863 г.                                                                                    |
| 1930 | 1801        | В Коржевском с/с. |

## Известные жители села
- С 1908 до 1932 года в селе жил и служил священномученик Алекса́ндр Телемаков, пресвитера Чумакинского, небесный покровитель Инзенского края[14].
- В селе жила Татьяна Васильевна Чекулаева, отец которой, от имени дочери, пожертвовал свои сбережения на строительство танковой колонны «Юный пионер»[15].

## Достопримечательности
- Сохранился образец сельской производственной архитектуры середины XIX века — кирпичный амбар.
- Рядом с селом находится памятник археологии — поселение медно-бронзового века — Поселение «Чумакино»[16].
- Памятник в честь 30-летия Победы в Великой Отечественной войны[17].

## Инфраструктура
- Сельский дом культуры
- Библиотека
- Фельдшерско-акушерский пункт (ФАП)
- Храм в честь Николая Чудотворца (разрушенный, где проповедовал отец Александр (Александр Николаевич Телемаков, расстрелян 17 февраля 1938 года в районе моторного завода, 17 августа 2004 года Священным Синодом причислен к лику общецерковных святых, как Священномученик иерей Александр Телемаков, пресвитер Чумакинский)[18][19][20][21][22][23][24][25][26].
- Храм в честь Священномученика Александра Телемакова (освящён весной 2012 г.).